# Crocinas de Larisa
Crocinas de Larisa o Crocinas de Tesalia (Griego antiguo: Κροκίνας, siglo IV/V a. C.) fue un antiguo atleta olímpico griego originario de Larisa, que se coronó ganador de la carrera del estadio durante los 94 juegos (404 a. C.), y en la carrera del diaulo en los 96 Juegos Olímpicos de la antigüedad (396 a. C.).